# Gaudí Experiència

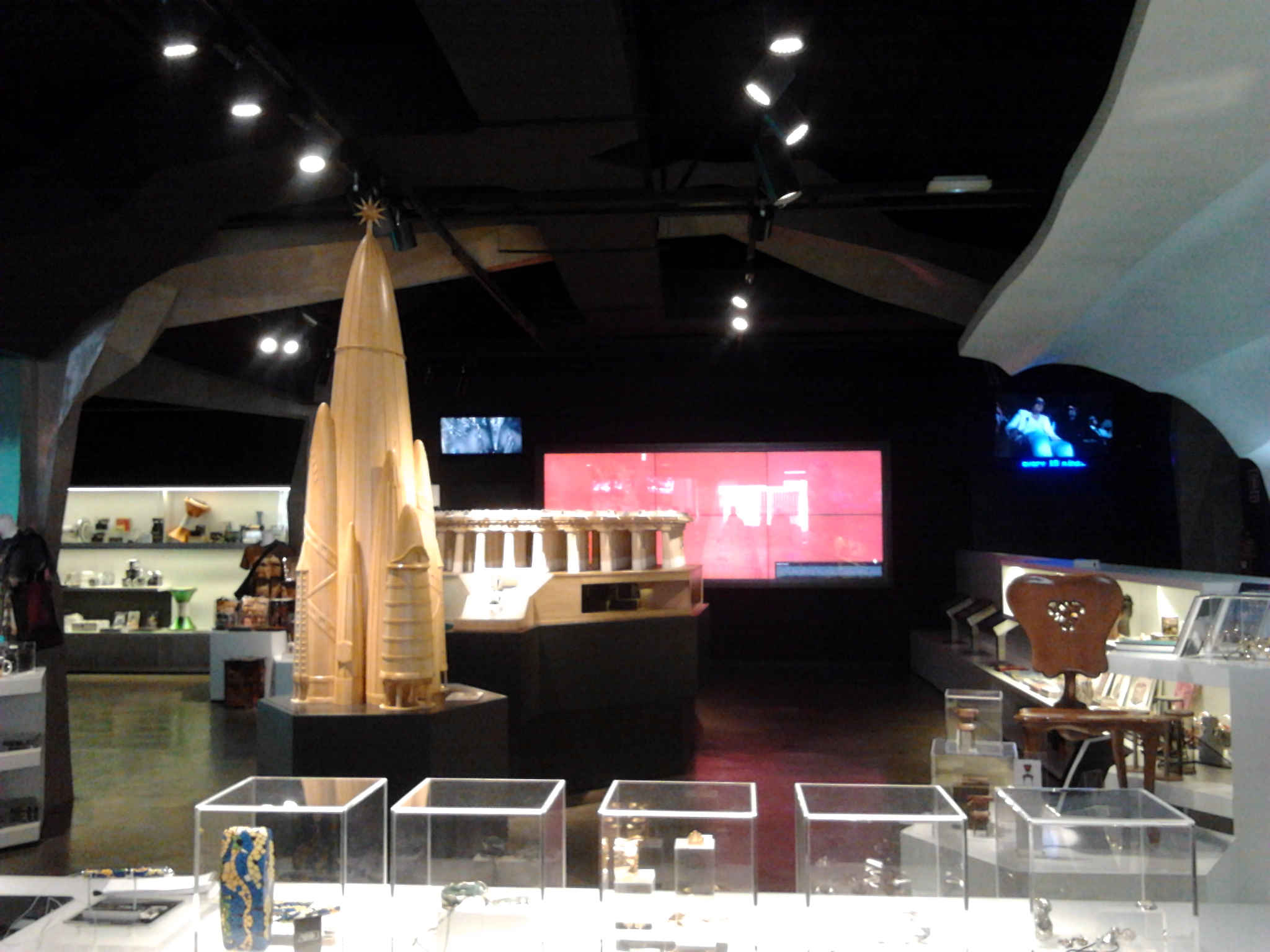
Espai interactiu amb maqueta de l'Hotel Attaction a Gaudí Experiència

Gaudí Experiència és un espai d'interpretació sobre la figura i l'obra d'Antoni Gaudí que es va inaugurar a Barcelona el juliol de 2012. Està ubicat al carrer de Larrard, 41, molt a prop del Parc Güell. És un projecte liderat pels músics i promotors catalans Josep Maria Mainat i Toni Cruz. Per a donar-li rigor a l'espai es va demanar la col·laboració de la Càtedra Gaudí de la Universitat Politècnica de Catalunya, dirigida per Jaume Sanmarti i Verdaguer, que va avalar els continguts dels murs interactius. Es va inaugurar a principis de juliol de 2012.
L'espai gira entorn d'un audiovisual 4D que té una durada aproximada de deu minuts. L'audiovisual és una creació de Pol Mainat i la banda sonora va a càrrec de Joan Albert Amargós i Josep Mas Portet. També hi ha tres grans murs interactius i tàctils amb tot de continguts sobre la vida de Gaudí, la seva obra (tant la realitzada com la no realitzada), els fets històrics del moment i el Modernisme, amb continguts avalats per la Càtedra Gaudí de la Universitat Politècnica de Catalunya. A més de maquetes de dues de les seves obres: el Park Güell i l'Hotel Attraction. És un espai inclòs en la Ruta del Modernisme, la ruta oficial del Modernisme de l'Ajuntament de Barcelona.

## Murs interactius

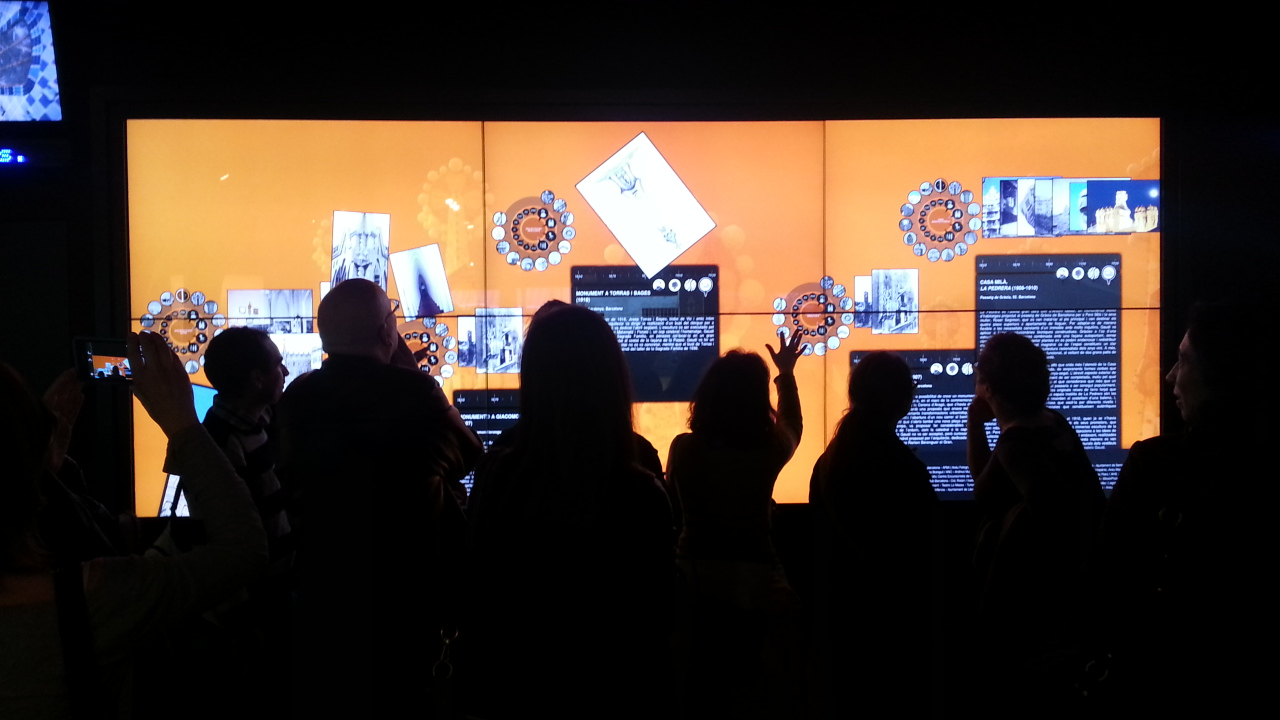
Un dels murs interactius de Gaudí Experiència

Gaudí Experiència compta amb tres murs interactius -un de 6x1,5 metres i dos de 3,80 x 1,5 metres- que funcionen com a grans tauletes tàctils permetent la interactivitat de diversos usuaris. Cada un d'aquests murs està format per diverses pantalles d'alta resolució i un marc òptic que permet la navegació de forma tàctil. El contingut, que inclou totes les obres de Gaudí en nou idiomes, s'estructura entorn d'un menú que s'activa quan l'usuari toca la pantalla i que permet l'accés a la Biografia, l'Obra arquitectònica, decoració i mobiliari i Projectes no construïts. Tots els panells d'obra arquitectònica, decoració i mobiliari, i projectes no realitzats s'acompanyen d'imatges d'època i actuals de l'obra, que l'usuari pot distribuir a la pantalla a la seva conveniència, modificant-ne la posició i la mida. A més, cada panell incorpora tres botons que donen accés a material complementari, també il·lustrat amb imatges, que permet contextualitzar les obres consultades en el seu temps. En total, cada mur presenta 62 panells d'obres, treballs de decoració i projectes de Gaudí, il·lustrats amb 243 imatges i complementats amb 183 fets de la seva vida, 182 edificis d'altres autors contemporanis a l'obra de l'arquitecte i 184 fets històrics, tots ells il·lustrats al seu torn amb imatges. Els tres murs interactius comparteixen el mateix contingut i es poden consultar en 9 idiomes: català, castellà, anglès, francès, alemany, italià, japonès, xinès i rus. A més, l'espai compta també amb tauletes interactives per a nens.

## Maquetes
S'han fet dues maquetes per al projecte. La primera correspon a una de les construccions més populars i visitades de l'arquitecte, la sala Hipòstila del Parc Güell (escala 1:25); la segona pertany a una obra no realitzada, el projecte de l'Hotel Attraction per a l'illa de Manhattan a Nova York (escala 1:200). La maqueta del Parc Güell és realista i la de l'Hotel Attraction, en canvi, reprodueix mitjançant la fusta, el traç del dibuix de l'autor sense especular amb com hagués estat la seva materialització final. Una singularitat de la maqueta del Parc Güell és el trencadís del gran banc de la plaça que es troba sobre la sala Hipòstila i que ha estat fet amb clova d'ou. El taller familiar de maquetistes Malberti, amb una llarga trajectòria de diverses generacions i ubicat a Barcelona, ha estat l'encarregat de la realització d'aquestes dues maquetes.

## Audiovisual 4D
Es tracta d'una interpretació lliure sobre aquesta inspiració onírica de l'arquitecte Modernista en què la natura hi té un paper decisiu. L'audiovisual ha estat creat amb tecnologia d'última generació: estereoscòpia activa -que permet una alta qualitat a l'efecte de les tres dimensions-, butaques amb moviment -que acompanyen el moviment de la imatge- i efectes d'aire i aigua. L'empresa de Tel-Aviv Simnoa Technologies s'ha encarregat del projecte i ha estat escollida per la seva avançada tecnologia, que permet el moviment individual de cadascun dels seients alhora que combina altres efectes inesperats. Una gran pantalla en format scope i sistema de so envoltant 7.1 completen l'escenari. La durada és de 8 minuts i quaranta segons i ha estat realitzat de forma digital en combinació amb algunes imatges rodades a estudi. L'aforament de la sala de projecció és de 70 espectadors.